# Cikaso (Kramatmulya)
Cikaso is een bestuurslaag in het regentschap Kuningan van de provincie West-Java, Indonesië. Cikaso telt 4181 inwoners (volkstelling 2010).